# Altiphylax levitoni
Altiphylax levitoni là một loài thằn lằn trong họ Gekkonidae. Loài này được Golubev & Szczerbak mô tả khoa học đầu tiên năm 1979.